# Pygirhynchus carioca
Pygirhynchus carioca is een insect uit de orde Phasmatodea en de familie Heteronemiidae. De wetenschappelijke naam van deze soort is voor het eerst geldig gepubliceerd in 1944 door Piza.